# Agapanthia persicola
Agapanthia persicola là một loài bọ cánh cứng trong họ Cerambycidae.